# Actopan
Actopan ([aktopan], španělsky Río Actopan) je řeka tekoucí ve státě Veracruz v Mexiku.

## Průběh toku
Pramení v regionu Xalapa a vlévá se do Mexického zálivu na východě státu. V oblasti obce Actopan protéká pod zemí.

## Charakter a využití
Jde o řeku s čistou a rychlou vodou, splavnou po celý rok, a to i v období dešťů, využívanou s oblibou k raftingu.